# Peter Stöger
Peter Stöger est un footballeur autrichien né le 11 avril 1966 à Vienne, qui évoluait au poste de milieu de terrain au Austria Vienne et en équipe d'Autriche.
Stöger a marqué quinze buts lors de ses soixante-cinq sélections avec l'équipe d'Autriche entre 1988 et 1999.

## Biographie

### Carrière de joueur
Peter Stöger a joué, entre autres clubs, au Rapid Vienne avec qui il a atteint la finale de la coupe des coupes en 1996 contre le Paris Saint-Germain.

### L’équipe d'Autriche (1988-1999)
Il fait partie des 10 joueurs autrichiens les plus capés de tous les temps avec 65 sélections (15 buts marqués). Stöger a notamment participé avec l'Autriche à la coupe du monde 1998.

### Carrière d'entraîneur
Il est nommé entraîneur du Borussia Dortmund le 10 décembre 2017, où il succède à Peter Bosz. Le 12 mai 2018, après des résultats mitigés, il quitte le club où il sera remplacé par Lucien Favre.

## Carrière
- 1985-1986 : Favoritner AC
- 1986-1987 : SK Vorwärts Steyr
- 1987-1988 : First Vienna FC
- 1988-1994 : FK Austria Vienne
- 1994-1995 : FC Tirol Innsbruck
- 1995-1997 : Rapid Vienne
- 1997-1998 : LASK Linz
- 1999-2000 : FK Austria Vienne
- 2000-2002 : VfB Admira Wacker Mödling
- 2002-2004 : SC Untersiebenbrunn

## Palmarès joueur

### En équipe nationale
- 64 sélections et 15 buts avec l'équipe d'Autriche entre 1988 et 1999.

### Avec l'Austria de Vienne
- Vainqueur du Championnat d'Autriche de football en 1991, 1992 et 1993.
- Vainqueur de la Coupe d'Autriche de football en 1990, 1992 et 1994.

### Avec le Rapid Vienne
- Finaliste de la Coupe d'Europe des vainqueurs de coupe de football en 1996.
- Vainqueur du Championnat d'Autriche de football en 1996.

## Palmarès entraineur
- Vainqueur du Championnat d'Autriche : 2013